# Караоке

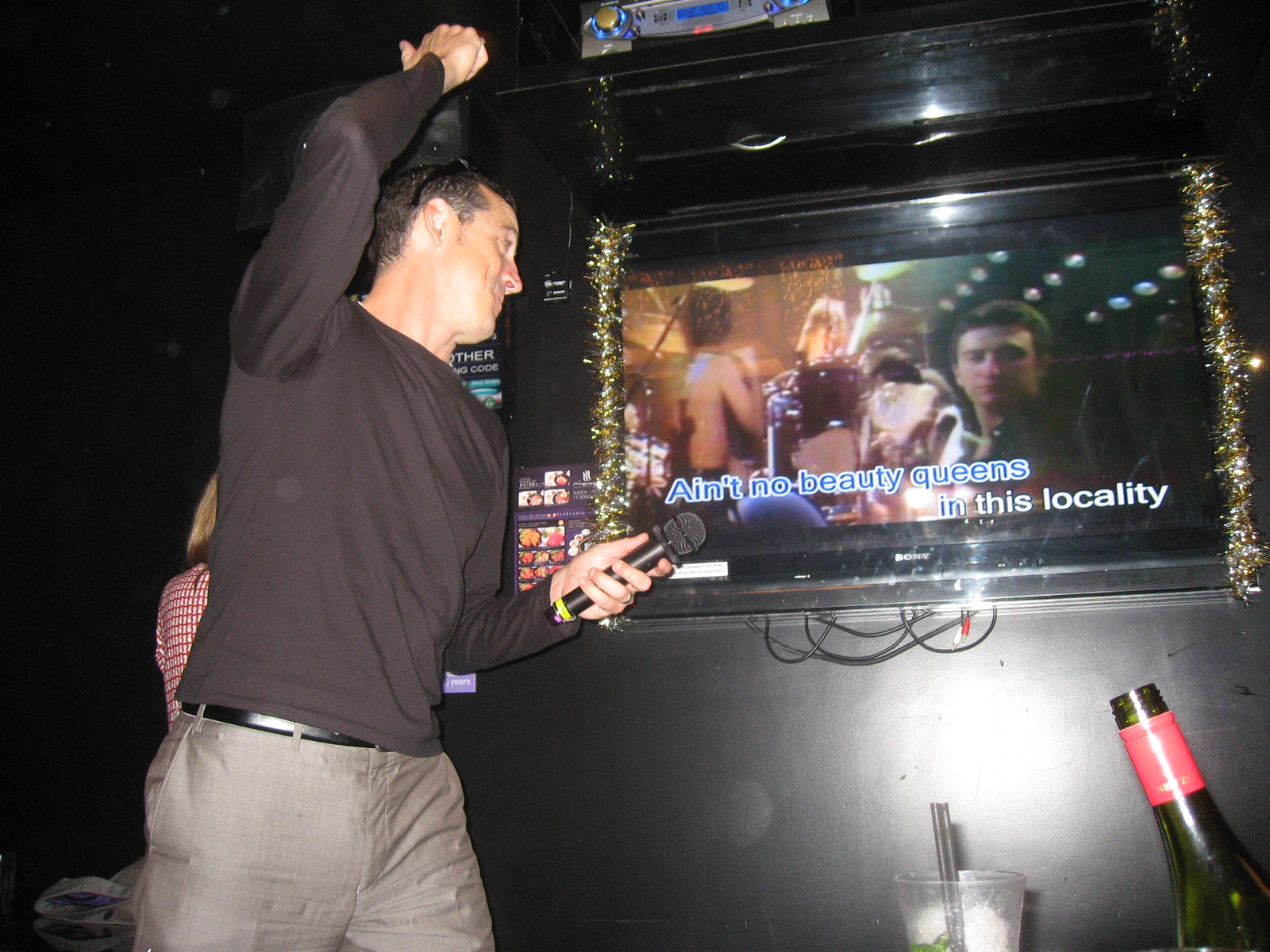
Караоке

Карао́ке (сложное слово, образованное слиянием двух слов яп. 空 [から] кара — пустота и англ. orchestra — оркестр; на японском:オーケストラ — ōkesutora, дословно «пустой оркестр») — развлечение, заключающееся в непрофессиональном пении с использованием электронного устройства или без него, позволяющего петь под заранее записанную музыку (фонограмму или плюс); также само это устройство.
Вопрос законного использования фонограмм авторов и исполнителей по сей день остаётся спорным и открытым[уточнить].

## Принцип работы
В случае аудиоустройства голос поющего, приходящий с микрофона, смешивается в микшере с музыкой фонограммы и выводится на усилитель (далее — на акустическую систему). 
В случае видео с караоке список файлов с песнями с проигрывателя выводится на экран телевизора/монитора. После выбора композиции заиграет фонограмма и внизу, бегущей строкой, пойдёт текст песни. На многих носителях титры переключаются с каждой новой строчки и меняют свой цвет в зависимости от исполненного фрагмента песни. Это сделано для удобства, чтобы человек знал, где вступить и как правильно петь.
Как правило, эти устройства имеют функцию регулировки уровня громкости с микрофона; также, зачастую, подавитель эха и ревербератор. Многие из них имеют фильтр, вырезающий диапазон частот голоса с фонограммы (необходим в случае использования оригинальных, не подготовленных специально для караоке, аудиодорожек) — так удаляется/приглушается голос оригинального исполнителя.
В последнее время возможности систем караоке значительно расширились. Помимо фонового звукового сопровождения и видеоряда, появились диски с функциями изменения темпа и тональности мелодии, автоматического включения-выключения голоса солиста, программирования и сортировки композиций, проведения командных соревнований, выставления оценки за пение.

## История
Караоке было изобретено в Японии во второй половине XX века. Первое караоке было изобретено японским инженером Сигэити Нэгиси в 1967 году. В 1971 году японскому клавишнику Дайсукэ Иноуэ из-за незнания нотной грамоты было тяжело заучивать мелодии. Тогда он придумал аппарат, который мог воспроизводить песенную музыку без слов, и брал его с собой на выступления. В то время никто, кроме посетителей концерта, новинку не оценил. Только через пятнадцать лет, в 1986 году, караоке стало весьма популярным. Однако единственное, чем отметили Дайсукэ, — вручили в 2004 году «Шнобелевскую премию» (Ig Nobel Prize) за самые дурацкие, смешные и бесполезные изобретения. Бывшего клавишника наградили премией мира как человека, «открывшего людям новый способ учиться терпимости по отношению друг к другу».
Тем не менее, по другим данным, прообраз караоке появился ещё в 1950-е годы в США. Тогда были очень популярны выступления хора Митча Миллера. Профессиональные вокалисты исполняли хиты по телевизору, а зрители смотрели на экран и подпевали. Но эта система сильно отличается от той, которая используется сейчас.